# Spermageddon
Spermageddon és una pel·lícula noruega d’animació per a adults musical i comèdia sexual del 2024 dirigida per Tommy Wirkola i Rasmus A. Sivertsen. La pel·lícula consta de dues línies argumentals, una se centra en una parella d'adolescents fent sexe per primera vegada, i l'altra en Simen el semen i els seus amics a la recerca de l'ou.
S'ha informat que la pel·lícula està "en les venes de Sausage Party" i descrita per Wirkola com "tant una road movie com una aventura èpica ... molt semblant a El Senyor dels Anells". Al productor Kjetil Omberg li agradava South Park i Ternet Ninja, dient que està dirigit a "nens grans i adults".

## Argument
Lisa i Jens, una parella d'adolescents, es preparen per tenir sexe per primera vegada. Durant això, Simen, un espermatozoide, i els seus amics han d'emprendre un atrevit viatge per buscar l'òvul perquè pugui ser fecundat.

## Repartiment
- Aksel Hennie com a Simen, un espermatozoide masculí amb un parell d'ulleres que viu dins de Jens
- Mathilde Storm com a Cumilla, una esperma femenina que viu dins de Jens
- Nasrin Khusrawi com a Lisa, una adolescent afro-noruega i xicota de Jens
- Christian Mikkelsen com a Jens, un adolescent incòmode de pèl gingebre que és un fan de Star Wars i el xicot de Lisa
- Bjørn Sundquist com el professor Saltsmak, un espermatozoide gran que viu dins de Jens
- Christian Rubeck com a Jizzmo, el capità dels Sperms amb un vestit inspirat en Iron Man
- John Rungot com Egan Olsæd un esperma que viu dins de Jens
- Gustav Nilsen com a Benner'n i Bjell, dos espermatozoides que viuen dins de Jens
- Stig Frode Henriksen com a E-Coli Troll, un e-coli que viu dins de l'còlon de la Lisa.
- Silya com a Gynekologen
- Jakob Schøyen Andersen com a Hjernekjell, el cervell de Jens
- Ingrid Bolsø Berdal com a Hjerniffer, una part del cervell de Jens
- Charlotte Frogner com a Hjernia, una part del cervell de Jens

## Producció
El juny de 2021, es va informar que la producció començava "a la tardor". Estava en producció a partir de maig de 2022. El març de 2024, Wirkola va dir que la pel·lícula estava en postproducció.

## Music
L'àlbum de la banda sonora conté una partitura original composta per Christian Wibe, que havia treballat prèviament amb Wirkola a Zombis nazis (2009), Død snø 2 (2014), What Happened to Monday (2017), I onde dager i Violent Night (ambdues en 2021).

### Llista de cançons
| Núm. | Títol                                                          | Durada |
| ---- | -------------------------------------------------------------- | ------ |
| 1.   | «Her i Pungen» (interpretat per Aksel Hennie i Mathilde Storm) | 3:50   |
| 2.   | «Spermageddon» (Christian Rubeck)                              | 3:15   |
| 3.   | «Abortsangen» (Silya)                                          | 4:32   |
| 4.   | «E. colisangen» (Stig Frode Henriksen)                         | 1:23   |

## Estrena
Spermageddon es venia per a distribuïdors locals al Marché du Film del 75è Festival Internacional de Cinema de Canes per l'agent de vendes internacional Charades. Es va projectar per a possibles compradors al 77è Festival Internacional de Cinema de Canes.
La pel·lícula es va estrenar al Festival Internacional de Cinema d'Animació d'Annecy el 10 de juny de 2024, dins de la seva secció Midnight Specials. Es va projectar al Festival Internacional de Cinema Fantàstic de Bucheon el juliol de 2024, al Fantastic Fest el setembre de 2024, i al Festival de Cinema de Sitges l’octubre de 2024, i a la secció Limelight del 54è Festival Internacional de Cinema de Rotterdam al febrer de 2025.
La pel·lícula es va estrenar als països nòrdics el 10 de gener de 2025 per SF Studios, però el llançament es va retrocedir més tard fins al 28 de febrer de 2025. La pel·lícula s'ha venut per a la seva distribució a l'Adriàtic, Àustria, els Bàltics, Bulgària, la CIS, la República Txeca, França, Alemanya, Hongria, Islàndia, Romania, Singapur, Eslovàquia, Espanya, Suïssa, Taiwan i Tailàndia.

## Recepció
Jordan Mintzer de The Hollywood Reporter va escriure: "Tant d'humor cru pot esgotar en alguns llocs ... però els cineastes aconsegueixen mantenir les coses prou ràpides i divertides".
Muriel Del Don de Cineuropa va trobar la pel·lícula "captivadora i irreverent".
Martin Kudlac de ScreenAnarchy va trobar que la pel·lícula "equilibra amb destresa" les dues històries, "fent que el viatge dels espermatozoides sigui una recerca èpica i divertidíssima, mentre que la història de Jens i Lisa basa la pel·lícula en experiències adolescents relacionables".
Tasha Robinson de Polygon va trobar la trama de la pel·lícula "superficial" i l'humor "juvenil", però les cançons "enganxadores", la narració "estranya i juganera" i els elements de la paròdia "específics i puntuals".
Diego Semerene de Slant Magazine va trobar que la pel·lícula estava "plega de metàfores lúdiques i sense vergonya" i "un retrat hilarant de les relacions heterosexuals al nord d'Europa".